# The Football Combination
La Combinación de Fútbol fue una competencia de fútbol  para los equipos de reserva de clubes de Liga de Fútbol ingleses de Inglaterra Del sur, el Midlands y Gales; otros clubes del Midlands y aquellos del Del norte jugando en la Liga Central (no es para ser confundido con la Combinación, una liga para equipos de Inglaterra Del oeste Del norte cuál existió en la vuelta del siglo XX).
La combinación se inauguró en 1915 con doce miembros  fundadores: Arsenal, Brentford, Chelsea, Clapton Orienta, Croydon Común, Palacio de Cristal, Fulham, Millwall, Parque de Reinas Rangers, Tottenham Hotspur, Watford y West Ham United. Los partidos del primer equipo se jugaron hasta 1919, desde que los equipos de la Reserva se hicieron cargo. . Croydon Común y Watford abandonaron y fueron reemplazados por Charlton Atlético y Southend Unió.
Hasta 1926  esté sabido como la Combinación de Londres, pero de 1926/27 estación diez clubes de exteriores el área de Londres estuvo admitida y el nombre devenía algo  de un nombre poco adecuado. Los clubes nuevos eran: Brighton y Hove Albion, Cardiff Ciudad, Coventry Ciudad, Leicester Ciudad, Luton Ciudad, Portsmouth, Lectura, Southampton, Swansea Ciudad y Watford (readmitido).
Del temprano @1930s al estallido de la Segunda Guerra Mundial, 24 clubes eran en afiliación, con Aldershot, Bournemouth & Boscombe Atlético, Bristol Ciudad, Northampton Ciudad, Norwich Ciudad y Swindon la ciudad que une en varios tiempo y otros dimitiendo. Siguiendo el correo de reanudación-guerra en 1946, el número de clubes estuvo aumentado a 32, el título cambió a Combinación de Fútbol y él era re-organizado a dos Secciones Un y B, con los ganadores que juegan-fuera para el Campeonato. Una Taza de Combinación era también inaugurada para aumentar el número de fixtures jugó.
Un número de los cambios a la constitución tuvieron lugar en el @1950s y @1960s. De 1952/53 promoción y relegation estuvo introducido, cuando la Combinación estuvo partida a dos Divisiones, 1 y 2, con la parte superior ocho de Secciones Un y B de la División de conformación de estación anterior 1, y el fondo ocho en cada División de conformación 2. Esto era corto-vivido y en 1955/56 un formato nuevo de una División de 32 clubes estuvo introducida, con los equipos que juegan 42 partidos en una base geográfica. La Taza de Combinación estuvo interrumpida.
Promoción y relegation regresó para 1958/59 en dos Divisiones, basados en el nivel del primer equipo de cada club en la Liga de Fútbol, i.e. la parte superior dos Divisiones de la Liga de Fútbol jugada en División 1 de la Combinación, y División 3 y 4 equipos estuvieron colocados en División 2. En 1961/62 cosas cambiaron otra vez y la Combinación era re-organizado a una Sección de sábado y un Midweek Sección, con un juego-fuera para el título.
Para 1963/64 la Combinación reverted a Divisiones 1 y 2, con la Sección de sábado que deviene División 1 y el Midweek la sección que deviene División 2, y promoción/relegation era reintroduced. La disminución en números dirigió al reintroduction de la Taza de Combinación en 1966/67, y por 1968/69 la Combinación era abajo a una División de 26 equipos.
La Combinación reserva incluida originalmente equipos de clubes de Liga superior dentro de la región, pero en 1999 el FA Liga de Reserva del Premier estuvo fundada. Los equipos de reserva del FA clubes de Premier League y algunos Primeros clubes de División unieron que competición, reduciendo la medida de la Combinación (aun así, en 2006, clubes de Premier League votaron que sólo el 20 superior-tier los equipos serían capaces de jugar en esta liga, el cual significó muchos reserva bien establecida los lados que mueven a la Combinación).

## Campeones
| Estación |                            | Ref   |
| -------- | -------------------------- | ----- |
| 1915@–16 | Chelsea                    | [ 2 ] |
| 1916@–17 | West Ham United            |       |
| 1917@–18 | Chelsea                    |       |
| 1918@–19 | Brentford                  |       |
| 1919-20  | Tottenham Hotspur          |       |
| 1920-21  | West Ham United            |       |
| 1921-22  | Tottenham Hotspur          |       |
| 1922-23  | Arsenal                    |       |
| 1923-24  | West Ham United            |       |
| 1924-25  | West Ham United            |       |
| 1925-26  | Tottenham Hotspur          |       |
| 1926-27  | Arsenal                    |       |
| 1927-28  | Arsenal                    |       |
| 1928-29  | Arsenal                    |       |
| 1929-30  | Arsenal                    |       |
| 1930-31  | Arsenal                    |       |
| 1931@–32 | Brentford                  |       |
| 1932@–33 | Brentford                  | [ 3 ] |
| 1933-34  | Arsenal                    |       |
| 1934-35  | Arsenal                    |       |
| 1935-36  | Portsmouth                 |       |
| 1936-37  | Arsenal                    |       |
| 1937-38  | Arsenal                    |       |
| 1938-39  | Arsenal                    |       |
| 1939-46  | No aguantado               |       |
| 1946-47  | Arsenal                    |       |
| 1947-48  | West Ham United            |       |
| 1948-49  | Chelsea                    |       |
| 1949-50  | Charlton Atlético          |       |
| 1950-51  | Arsenal                    |       |
| 1951-52  | Lectura                    |       |
| 1952-53  | Tottenham Hotspur          |       |
| 1953-54  | West Ham United            |       |
| 1954-55  | Chelsea                    |       |
| 1955-56  | Tottenham Hotspur          |       |
| 1956-57  | Tottenham Hotspur          |       |
| 1957-58  | Chelsea                    |       |
| 1958-59  | Leicester Ciudad           |       |
| 1959-60  | Chelsea                    |       |
| 1960-61  | Chelsea                    |       |
| 1961-62  | Tottenham Hotspur          |       |
| 1962-63  | Arsenal                    |       |
| 1963-64  | Tottenham Hotspur          |       |
| 1964-65  | Chelsea                    |       |
| 1965-66  | Tottenham Hotspur          |       |
| 1966-67  | Tottenham Hotspur          |       |
| 1967-68  | Tottenham Hotspur          |       |
| 1968-69  | Arsenal                    |       |
| 1969-70  | Arsenal                    |       |
| 1970-71  | Tottenham Hotspur          |       |
| 1971-72  | Tottenham Hotspur          |       |
| 1972-73  | Ipswich Ciudad             | [ 4 ] |
| 1973-74  | AFC Bournemouth            | [ 5 ] |
| 1974-75  | Chelsea                    | [ 5 ] |
| 1975-76  | Ipswich Ciudad             | [ 5 ] |
| 1976-77  | Chelsea                    | [ 5 ] |
| 1977-78  | West Ham United            | [ 5 ] |
| 1978-79  | Tottenham Hotspur          | [ 5 ] |
| 1979-80  | Tottenham Hotspur          | [ 5 ] |
| 1980-81  | Southampton                |       |
| 1981-82  | Parque de reinas Rangers   |       |
| 1982-83  | Parque de reinas Rangers   |       |
| 1983-84  | Arsenal                    |       |
| 1984-85  | Chelsea                    |       |
| 1985-86  | West Ham United            |       |
| 1986-87  | Tottenham Hotspur          |       |
| 1987-88  | Tottenham Hotspur          |       |
| 1988-89  | Tottenham Hotspur          |       |
| 1989-90  | Arsenal                    |       |
| 1990-91  | Chelsea                    |       |
| 1991-92  | Southampton                |       |
| 1992-93  | Millwall                   |       |
| 1993-94  | Chelsea                    |       |
| 1994-95  | Tottenham Hotspur          | [ 6 ] |
| 1995@–96 | Parque de reinas Rangers   |       |
| 1996@–97 | Wimbledon                  |       |
| 1997@–98 | Charlton Atlético          |       |
| 1998@–99 | Charlton Atlético          |       |
| 1999@–00 | Millwall                   |       |
| 2000@–01 | Fulham                     |       |
| 2001@–02 | Las reinas Aparcan Rangers |       |
| 2002@–03 | Crystal Palacio            |       |

| Estación | División & Del este central | Gales & División Del oeste |
| -------- | --------------------------- | -------------------------- |
| 2003@–04 | Lectura                     | Cardiff Ciudad             |
| 2004@–05 | Luton Ciudad                | Cardiff Ciudad             |

| Estación | División central       | División del este | Gales & División Del oeste |
| -------- | ---------------------- | ----------------- | -------------------------- |
| 2005@–06 | Lectura                | Luton Ciudad      | Cheltenham Ciudad          |
| 2006@–07 | Brighton & Hove Albion | Ipswich Ciudad    | Cheltenham Ciudad          |
| 2007@–08 | Southampton            | Ipswich Ciudad    | Bristol Ciudad             |
| 2008@–09 | Lectura                | Luton Ciudad      | Plymouth Argyle            |
| 2009@–10 | Brighton & Hove Albion | Watford           | Exeter Ciudad              |

## Otras Divisiones
Varias otras Divisiones estuvieron utilizadas en el @1940s a @1960s para acomodar el número de clubes de miembro.
| Estación | Sección Un | Sección B         |
| -------- | ---------- | ----------------- |
| 1946-47  | Arsenal    | Portsmouth        |
| 1947-48  | Arsenal    | West Ham United   |
| 1948-49  | Arsenal    | Chelsea           |
| 1949-50  | tba        | Charlton Atlético |
| 1950-51  | Arsenal    | Chelsea           |
| 1951-52  | Lectura    | Tottenham Hotspur |

| Estación | División 2                      |
| -------- | ------------------------------- |
| 1952-53  | tba                             |
| 1953-54  | tba                             |
| 1954-55  | tba                             |
| 1955-58  | No aguantado                    |
| 1958-59  | Bournemouth & Boscombe Atlético |
| 1959-60  | Watford                         |
| 1960-61  | Swansea Ciudad                  |
| 1961-63  | No aguantado                    |
| 1963-64  | Chelsea                         |
| 1964-65  | Southampton                     |
| 1965-66  | Lectura                         |
| 1966-67  | Walsall                         |
| 1967-68  | Bristol Ciudad                  |

| Estación | Sábado            | Midweek        |
| -------- | ----------------- | -------------- |
| 1961-62  | Tottenham Hotspur | Leyton Orienta |
| 1962-63  | Arsenal           | Chelsea        |

## Taza de combinación
La Combinación también operó una competición de taza en varias estaciones para dar los clubes de miembro extras fixtures.

### Ganadores
| Estación | Ganadores                          |
| -------- | ---------------------------------- |
| 1946-47  | Swansea Ciudad                     |
| 1947-48  | Leicester Ciudad                   |
| 1948-49  | Bournemouth & Boscombe Atlético    |
| 1949-50  | Swansea Ciudad                     |
| 1950-51  | Charlton Atlético                  |
| 1951-52  | Southampton                        |
| 1952-53  | Arsenal                            |
| 1953-54  | West Ham United                    |
| 1954-55  | Southampton                        |
| 1966-67  | Leicester/Tottenham Conjuntamente  |
| 1967-68  | Arsenal                            |
| 1968-69  | Southampton                        |
| 1969-70  | Arsenal                            |
| 2008@–09 | Lectura de Palacio / de la Crystal |